# Station Greystones
Station Greystones  is een treinstation in Greystones in het Ierse graafschap Wicklow. Het ligt aan de lijn Dublin - Rosslare. Het is het tevens het eindstation van de zuidelijke tak van DART. Tot aan Greystones is de spoorlijn daarom geëlektrificeerd. 
Naar en van Dublin rijdt ieder half uur een DART-trein. Daarnaast rijdt er op werkdagen vijf keer een trein naar Rosslare.